# Синьлэ (городской уезд)
Синьлэ́ (кит. упр. 新乐, пиньинь Xīnlè) — городской уезд городского округа Шицзячжуан провинции Хэбэй (КНР).

## История
В древности в этих местах находилось царство Чжуншань, впоследствии завоёванное царством Вэй. При империи Хань был основан уезд Синьши (新市). При империи Суй уезд Синьши был переименован в Синьлэ. 
В 1949 году был образован Специальный район Динсянь (定县专区), и уезд вошёл в его состав. В 1954 году Специальный район Динсянь был расформирован, и уезд был передан в состав Специального района Шицзячжуан (石家庄专区). В ноябре 1967 года Специальный район Шицзячжуан был переименован в Округ Шицзячжуан (石家庄地区). 
В 1992 году уезд Синьлэ был преобразован в городской уезд.
В 1993 году постановлением Госсовета КНР округ Шицзячжуан и город Шицзячжуан были объединены в городской округ Шицзячжуан.

## Административное деление
Городской уезд Синьлэ делится на 1 уличный комитет, 8 посёлков, 2 волости и 1 национальную волость.